# 29er

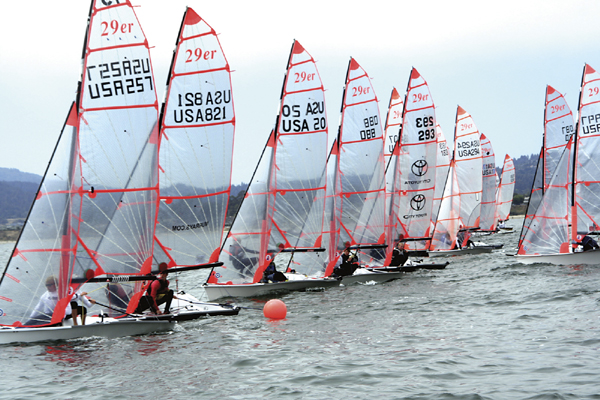
29er jollar kappseglar.

29er är en liten segelbåt utan köl, det vill säga en segeljolle. Den har stora likheter med 49er. 29er seglas av två personer, en rorsman och en gast. Gasten använder trapets för att hänga ner båten lättare. Båten är försedd med storsegel, fock och gennaker, dvs. ett asymmetriskt försegel vars nedre främre horn är fästat i ett utskjutbart peke som man drar i.